# Eudo I de Orleães
Eudo I de Orleães ou Odão I (em francês:  Eudes I d'Orléans; c. 790 - 834) foi Conde de Orleães a partir de 821, tendo morrido em batalha contra Mafredo de Orleães, quando o combateu em associação com o Conde de Lamberto I de Nantes.

## Relações familiares
Foi filho de Adriano de Orleães (c. 760 - c. 821), Conde palatino do Reno, filho este de Geraldo I de Vintzgau (? - c. 784) e Ema da Alemanha, e de Waldrade (c. 775 -?).
Foi casado com Ingeltruda de Fezensac, filha do conde de Paris Leutardo I de Fezensac (c. 765 - entre 813 e 816) e de Grimilda, que com teve: 
1. Ermentrude de Orleães (27 de Setembro de 823 - 6 de Outubro de 869[4]), Rainha de França pelo seu casamento com Carlos II de França "o Calvo", rei de França.
2. Guilherme de Orleães (? - 866), Conde de Orleães, que foi decapitado por traição por ordem de Carlos, o Calvo.
3. Engeltruda de Orleães, casada com Aubrino de Sens, senhor de Sens.
4. Gebardo Lahngau (? - depois de 879), casado com uma irmã de Ernesto de Nêustria, pais de de Udo de Nêustria de Berengário I de Nêustria e Valdão de Nêustria abade.